# Rósxine (Crimea)
|  | Per a altres significats, vegeu «Rósxino». |

Rósxine (en (ucraïnès): Рощине, en rus: Рощино, Rósxino) és un poble de la República Autònoma de Crimea a Ucraïna, que el 2014 tenia 928 habitants. Pertany al districte rural de Djankoi.